# ويليز أوفرلاند جيبستر
ويليز أوفرلاند جيبستر (بالإنجليزية: Willys-Overland Jeepster)‏ هي سيارة من تصنيع شركة يليز أوفرلاند موتورز.